# Ligne 9 du métro de Hangzhou
La ligne 9 du métro de Hangzhou (en chinois: 杭州地铁9号线) est une ligne du métro en construction qui relie le centre-ville et le quartier nord de Linping. La section entre station Coach Center et station Linping a été ouvert le 24 novembre 2012 avec l'inauguration de la ligne 1. La section restant s'ouvrira en 2021.À partir de 10 juillet 2021, la section Linping (Linping-Coach Center) de ligne 1 sera fusionné à ligne 9. La section nord a ouvert le 17 septembre 2021.  

## Caractéristiques

### Ligne
La ligne 9, à voie normale (1 435 mm) , est longue de 29,45 km et comporte 21 stations. Elle dispose de deux dépôts, Changda Road et Sibao.

### Stations
Ci dessous, la liste des stations de la ligne 9
| Route | Nom de la station | Nom de la station       | Nom de la station          | Correspondances                                              | Quartier   | Date d'ouverture                                                             |
| Route | Chinois           | Français                | Anglais                    | Correspondances                                              | Quartier   | Date d'ouverture                                                             |
| ----- | ----------------- | ----------------------- | -------------------------- | ------------------------------------------------------------ | ---------- | ---------------------------------------------------------------------------- |
|       |                   |                         |                            |                                                              |            |                                                                              |
| ●     | 观音塘            | Guanyintang             | Guanyintang                | 7                                                            | Shangcheng | 1 avril 2022                                                                 |
| ●     | 新业路            | Rue Xinye               | Xinye Road                 |                                                              | Shangcheng | 1 avril 2022                                                                 |
| ●     | 钱江路            | Chemin Qianjiang        | Qianjiang Road             | 2 4                                                          | Shangcheng | 1 avril 2022                                                                 |
| ●     | 江河汇            | Jianghehui              | Jianghehui                 |                                                              | Shangcheng | 1 avril 2022                                                                 |
| ●     | 三堡              | Sanbao                  | Sanbao                     | 6                                                            | Shangcheng | 1 avril 2022                                                                 |
| ●     | 御道              | Yudao                   | Yudao                      | 19                                                           | Shangcheng | 1 avril 2022                                                                 |
| ●     | 五堡              | Wubao                   | Wubao                      |                                                              | Shangcheng | 14 décembre 2022                                                             |
| ●     | 六堡              | Liubao                  | Liubao                     |                                                              | Shangcheng | 14 décembre 2022                                                             |
| ●     | 红普南路          | Chemin Hongpu-Sud       | South Hongpu Road          |                                                              | Shangcheng | 1 avril 2022                                                                 |
| ●     | 九睦路            | Rue Jiumu               | Jiumu Road                 |                                                              | Shangcheng | 1 avril 2022                                                                 |
| ●     | 客运中心          | Centre d'autocars       | Coach Center               | 1                                                            | Shangcheng | 24 novembre 2012 (au nom de ligne 1) 10 juillet 2021 (séparée de la ligne 1) |
| ●     | 乔司南            | Qiaosi-Sud              | South Qiaosi               |                                                              | Linping    | 24 novembre 2012 (au nom de ligne 1) 10 juillet 2021 (séparée de la ligne 1) |
| ●     | 乔司              | Qiaosi                  | Qiaosi                     |                                                              | Linping    | 24 novembre 2012 (au nom de ligne 1) 10 juillet 2021 (séparée de la ligne 1) |
| ●     | 翁梅              | Wengmei                 | Wengmei                    |                                                              | Linping    | 24 novembre 2012 (au nom de ligne 1) 10 juillet 2021 (séparée de la ligne 1) |
| ●     | 临平南高铁站      | Gare TGV de Linping-Sud | Linpingnan Railway Station | Ferroviaire interurbaine Hangzhou-Haining Gare de Linpingnan | Linping    | 24 novembre 2012 (au nom de ligne 1) 10 juillet 2021 (séparée de la ligne 1) |
| ●     | 南苑              | Nanyuan                 | Nanyuan                    |                                                              | Linping    | 24 novembre 2012 (au nom de ligne 1) 10 juillet 2021 (séparée de la ligne 1) |
| ●     | 临平              | Linping                 | Linping                    |                                                              | Linping    | 24 novembre 2012 (au nom de ligne 1) 10 juillet 2021 (séparée de la ligne 1) |
| ●     | 邱山大街          | Avenue du Qiushan       | Qiushan Avenue             |                                                              | Linping    | 17 septembre 2021                                                            |
| ●     | 荷禹路            | Rue Heyu                | Heyu Road                  |                                                              | Linping    | 17 septembre 2021                                                            |
| ●     | 五洲路            | Rue Wuzhou              | Wuzhou Road                |                                                              | Linping    | 17 septembre 2021                                                            |
| ●     | 龙安              | Long'an                 | Long'an                    |                                                              | Linping    | 17 septembre 2021                                                            |
|       |                   |                         |                            |                                                              |            |                                                                              |

## Exploitation

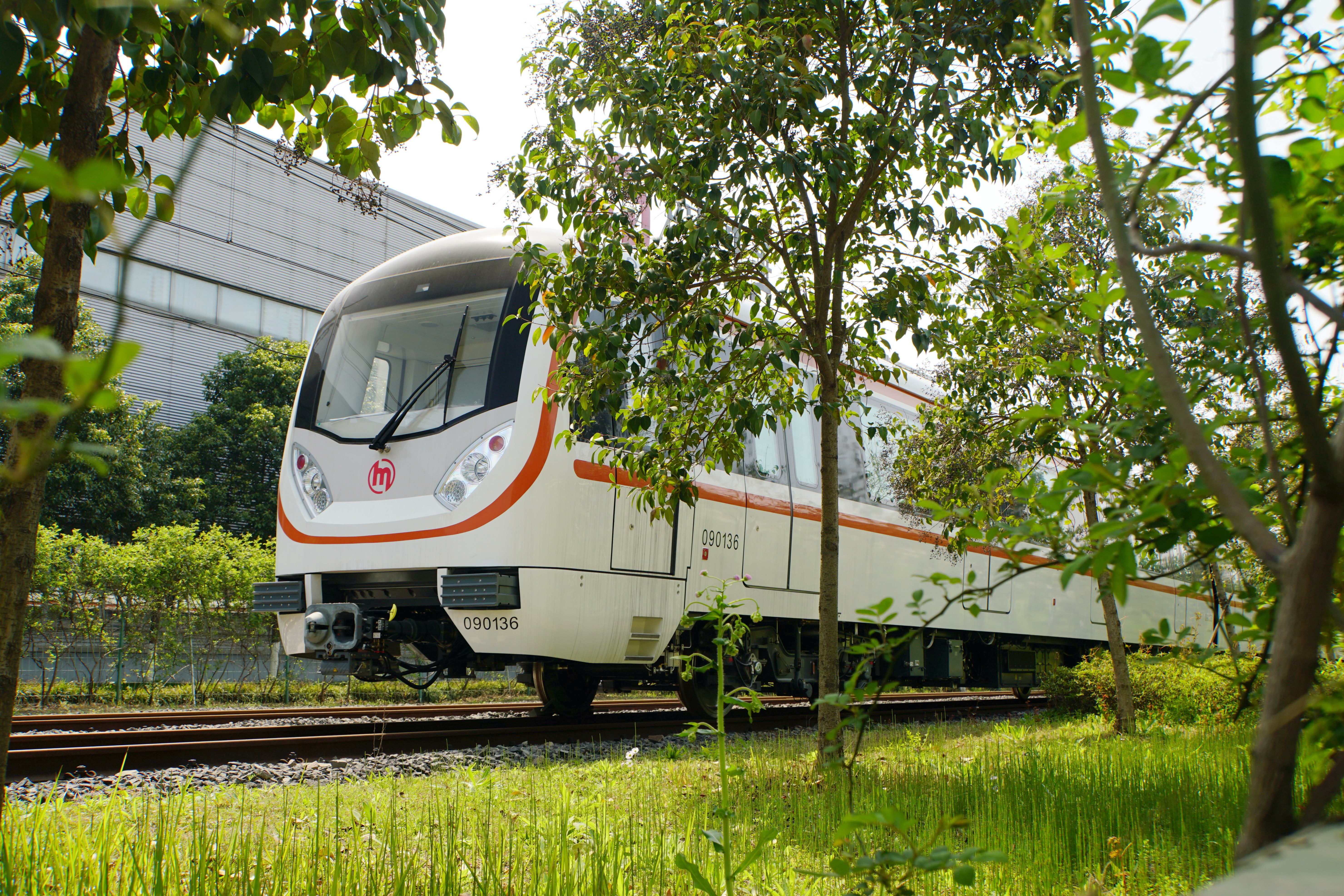
Le rame de la ligne 9

### Matériel roulant
Il y a 6 voitures, type B (19,0mx2,88mx3,8m), de CRCC Nankin Puzhen. Elles sont alimentées par caténaire,1,5KV CC et roulent à 80 km/h.